# FC Dynamo Dnipropetrovsk
El FC Dynamo Dnipropetrovsk (en ucraniano: Футбольний клуб «Динамо» Дніпропетровськ) fue un equipo de fútbol de la RSS de Ucrania que jugó en la Liga Soviética de Ucrania, la primera división de fútbol del país.

## Historia
Fue fundado en el año 1925 en la ciudad de Dnipropetrovsk como Gubmilitia hasta que en 1928 se vuelve parte de la Sociedad Deportiva Dynamo, el cual contaba con varios equipos dentro de la Unión Soviética. El club fue campeón de la RSS de Ucrania en 1935 cuando la liga era jugada por representativos de las ciudades.
Un año después participa en la Primera Liga Soviética donde termina en séptimo lugar de su grupo y desciende, manteniéndose activo en la Segunda Liga Soviética hasta 1940 cuando paró la liga a causa de la Segunda Guerra Mundial.
En 1946 fracasa en la liga soviética y se fusiona con el FC Stal Dnipropetrovsk, pasando a ser su equipo filial y oficialmente desaparece en 1957.

## Palmarés
- Liga Soviética de Ucrania: 1

1935

## Jugadores

### Jugadores destacados
| - Vladimir Greber - Pavel Kornirov - Peter Laiko | - Peter Struparov - Victor Shilovoski |